# Helden und Dämonen
Helden und Dämonen (Originaltitel: Heroes and Demons) ist die zwölfte Episode der ersten Staffel der US-amerikanischen Science-Fiction-Fernsehserie Star Trek: Raumschiff Voyager. Sie wurde in englischer Sprache erstmals am 24. April 1995 auf UPN ausgestrahlt. In Deutschland war sie zum ersten Mal am 30. August 1996 in einer synchronisierten Fassung bei Sat.1 zu sehen.

## Handlung
Im Jahr 2371 bei Sternzeit 48693.2 trifft die Voyager auf einen Protostern mit ungewöhnlich intensiver photonischer Aktivität. Einige Proben werden zur Untersuchung an Bord gebeamt. Einer der Probenbehälter bleibt jedoch leer und Chefingenieurin B’Elanna Torres muss eine Korrektur vornehmen. Anschließend will sie eine Analyse durchführen. Um diese zu beschleunigen, will Captain Kathryn Janeway den Einsatzoffizier Harry Kim um Mithilfe bitten, doch der Computer kann ihn nirgends auf dem Schiff orten.
Da Kim für seine Freizeit ein Holodeck gebucht hatte, machen sich der erste Offizier Chakotay und Sicherheitschef Tuvok dort auf die Suche nach ihm. Dort läuft ein Programm, in dem das altenglische Epos Beowulf nachgestellt wird. Chakotay und Tuvok finden keine Spur von Kim, doch sie treffen auf eine Holodeck-Figur, die Schildjungfer Freya, die bestätigt, dass Kim in die Rolle des Helden Beowulf geschlüpft ist. Laut Freya wurde er von dem Monster Grendel getötet. Chakotay und Tuvok geben sich als Beowulfs Verwandte aus, die mehr über seinen Tod erfahren wollen. Freya führt sie in die Halle des dänischen Königs Hrothgar. Sie werden vom König willkommen geheißen, von dessen Krieger Unferth aber mit Geringschätzung behandelt. Sie erfahren, dass die Holodeckfiguren keine Leiche von Kim gefunden haben, sondern vermuten, dass sie von Grendel fortgeschafft wurde. Hrothgar überlässt Chakotay und Tuvok die Nachtwache. Unterdessen finden Janeway und Torres heraus, dass während des Beamvorgangs unbeabsichtigt photonische Energie aus dem Protostern in verschiedene Schiffssysteme eingedrungen ist, darunter auch in das Holodeck. Hierdurch wurde Kim offenbar in Energie umgewandelt. Kaum haben sie Chakotay und Tuvok hierüber informiert, registrieren diese auch schon eine massive Energiekonzentration vor der Tür von Hrothgars Halle. Noch bevor Janeway einen Notfalltransport einleiten kann, bricht der Kontakt zu Chakotay und Tuvok ab.
Janeway, Torres und der Pilot Tom Paris diskutieren über das weitere Vorgehen. Sie glauben, die Vermissten irgendwie zurückholen zu können, doch ein weiteres Rettungsteam würde wahrscheinlich ebenfalls in Energie umgewandelt. Paris schlägt vor, den Doktor der Voyager zu schicken, denn dieser ist kein Mensch, sondern ein Hologramm und sollte daher vor den Auswirkungen der photonischen Energie geschützt sein. Für den Doktor ist dies sein erster Einsatz außerhalb der Krankenstation. Er macht sich mit dem Beowulf-Epos vertraut und als er auf das Holodeck transferiert wird, trifft auch er dort auf Freya. Er gibt sich als ein Krieger namens Schweitzer aus, der auf der Suche nach Grendel ist. Freya ist beeindruckt von seinem Mut und führt ihn zu Hrothgars Halle. Auch der Doktor wird vom König willkommen geheißen, von Unferth hingegen mit Feindseligkeit aufgenommen. Unferth provoziert ein Schwertkampf. Als Hologramm hat der Doktor die Fähigkeit, Unferths Klinge einfach durch sich hindurchgleiten zu lassen. Hrothgars Krieger halten ihn daraufhin für unverwundbar und bejubeln ihn euphorisch. Ein Festmahl wird veranstaltet und anschließend übernimmt der Doktor die Nachtwache. Freya bietet ihm an, sie in ihrem Schlafgemach zu besuchen. Nachdem sie gegangen ist, registriert der Doktor photonische Energie. Ein Wesen, das aus leuchtenden Tentakeln besteht, bricht durch die Tür und greift den Doktor an. Paris kann ihn zurück auf die Krankenstation transferieren, doch der Doktor verliert durch die Begegnung mit dem Wesen einen Arm.
Während sein Arm wiederhergestellt wird, werden die Messdaten seines Tricorders ausgewertet. Paris und Torres stellen dabei synaptische Muster fest. Diese finden sie auch in den Proben, die in die Behälter gebeamt wurden. Bei der Untersuchung entkommt eine dieser Proben und widersetzt sich den Versuchen, sie wieder einzufangen. Torres vermutet, dass es sich um eine Lebensform handelt. Janeway lässt sie entkommen. Das Wesen verlässt die Voyager und verschwindet in einer Art photonischem Gitter, das offenbar seine Heimat ist. Während des kurzen Auftauchens dieses Gitters werden darin drei bioelektrische Muster registriert. Janeway glaubt, dies seinen ihre vermissten Besatzungsmitglieder, die als Geiseln gehalten werden, um die Freilassung der photonischen Wesen auf der Voyager zu erzwingen.
Der Doktor schlägt vor, mit dem verbliebenen Probenbehälter noch einmal auf das Holodeck zurückzukehren und das darin gefangene Wesen an „Grendel“ zu übergeben. Er trifft auf dem Holodeck auf Freya. Sie hatte geglaubt, er sei von Grendel getötet worden, und ist nun erleichtert, ihn lebend zu sehen. Der Doktor gibt den Probenbehälter als Talisman aus, mit dessen Hilfe er Grendel besiegen will. Unferth nähert sich den beiden und glaubt dem Doktor kein Wort. Er beschuldigt ihn, mit Grendel im Bunde zu stehen und will ihn töten. Freya stellt sich Unferth in den Weg und er fügt ihr unbeabsichtigt eine tödliche Wunde zu. Unferth flieht zurück zur Halle. Freya verabschiedet sich mit einem Kuss vom Doktor bevor sie stirbt. In Hrothgars Halle beschuldigt Unferth den Doktor, Freya getötet zu haben. Der Doktor geht daraufhin mit einer Fackel auf ihn los und verschont ihn nur, weil er geschworen hat, niemandem ein Leid zuzufügen. „Grendel“ erscheint und der Doktor öffnet den Probenbehälter. Kim, Chakotay und Tuvok werden freigegeben und erscheinen wieder auf dem Holodeck. Die photonischen Wesen verlassen das Schiff und sind für dessen Sensoren von da an nicht mehr zu orten. Der Doktor erhält für seinen Einsatz eine Belobigung. Den Namen Schweitzer möchte er aber nicht behalten, da er ihn mit dem schmerzlichen Tod von Freya in Verbindung bringt.

## Verbindungen zu anderen Star-Trek-Produktionen
Dies ist die erste Folge von Star Trek: Raumschiff Voyager, in der der Doktor die Krankenstation verlässt. Mit einigem technischen Aufwand wird ihm dies noch in mehreren weiteren Folgen der Serie ermöglicht, bevor er schließlich in der Doppelfolge 3.08/09 (Vor dem Ende der Zukunft) einen mobilen Emitter erhält, der es ihm ermöglicht, sich dauerhaft frei auf der Voyager zu bewegen.

## Produktion

### Drehbuch
Der Arbeitstitel der Folge lautete Heroes and Villains.
Naren Shankar war seit der vierten Staffel ein festes Mitglied des Autorenstabs von Raumschiff Enterprise – Das nächste Jahrhundert. Er schrieb mehrere Drehbücher für diese Serie und für Star Trek: Deep Space Nine. Nach der Absetzung von Raumschiff Enterprise – Das nächste Jahrhundert endete seine Festanstellung. Das Drehbuch für Helden und Dämonen schrieb er als freier Mitarbeiter. Es blieb seine einzige Drehbucharbeit für Star Trek: Raumschiff Voyager.
Die Grundstruktur der Folge stand bereits sehr früh fest. Shankar hatte die Idee, dass Personen auf dem Holodeck verschwinden und vom Doktor gerettet werden müssen, da diesem auf dem Holodeck nichts geschehen kann. Erst im zweiten Schritt überlegte sich Shankar, welches Programm auf dem Holodeck ablaufen könnte. Ihm gefiel das Thema Wikinger, da es im Star-Trek-Franchise bislang noch nicht aufgegriffen worden war. Schließlich entschied er sich dazu, das Beowulf-Epos zur konkreten Grundlage des Holodeck-Programms zu machen.

### Darsteller
Die Hauptfigur Neelix (Ethan Phillips) hat in dieser Folge keinen Auftritt.
Christopher Neame, Darsteller von Unferth, spielte auch einen deutschen General in der Doppelfolge 4.01/02 (Sturmfront) von Star Trek: Enterprise.
Michael Keenan, Darsteller von Hrothgar, hatte zuvor bereits Maturin in Folge 7.14 (Ronin) von Raumschiff Enterprise – Das nächste Jahrhundert gespielt. Er spielte später noch Patrick in zwei Folgen von Star Trek: Deep Space Nine.

## Rezeption
Die Folge wurde 1995 für zwei Primetime Emmy Awards nominiert. Eine Nominierung erhielt Dennis McCarthy in der Kategorie „Beste Einzelleistung in Musikkomposition für eine Serie“, die andere Marvin V. Rush in der Kategorie „Beste Einzelleistung in Kamera für eine Serie“.
Keith DeCandido bewertete Helden und Dämonen 2020 auf tor.com als eine gute Folge von Star Trek: Raumschiff Voyager. Er fand zwar, dass sie allzu vorhersehbar sei, da sie zwei hinlänglich bekannte Star-Trek-Klischees kombiniert (ein Untersuchungsgegenstand entpuppt sich als Lebensform und das Holodeck spielt verrückt). Dies werde jedoch durch die großartige Darstellung, die Robert Picardo als der Doktor abliefert, wettgemacht. DeCandido lobte auch die Schauspielleistung von Marjorie Monaghan. Etwas befremdlich fand er, dass bei der Problemlösung außerhalb des Holodecks ausgerechnet dem Piloten Paris eine tragende Rolle zukommt, der viel mehr zu sagen hat als Captain Janeway oder Chefingenieurin Torres.